# Krok určující produkt
Krok určující produkt je krok chemické reakce, který určuje poměr množství produktů vzniklých různými mechanismy ze stejné výchozí látky. Nemusí jít o krok určující rychlost, jestliže jsou kroky určující rychlost u jednotlivých mechanismů stejné.